# Eleição para governador do Missouri em 2012
A eleição para governador do estado americano do Missouri foi realizada em 6 de novembro de 2012 em simultâneo com as eleições para a câmara dos representantes, para o senado, para alguns governos estaduais e para o presidente da república. O governador democrata Jay Nixon foi candidato a reeleição. Nixon enfrentou o executivo republicano Dave Spence. Nixon foi reeleito governador com 54,68% dos votos.